# Lamfalussy-Verfahren
Das Lamfalussy-Verfahren ist ein mehrstufiges Gesetzgebungsverfahren auf Ebene der Europäischen Union und eine besondere Ausprägung des Komitologie-Verfahrens. Es wurde im März 2001 vom Europäischen Rat mit Blick auf das Ziel einer fristgerechten Umsetzung des Financial Services Action Plan (FSAP) gebilligt. Das Europäische Parlament stimmte im Februar 2002 zu.
Das ursprünglich für den Wertpapiersektor entwickelte Verfahren geht auf einen Vorschlag eines „Ausschusses der Weisen“ unter Vorsitz von Baron Alexandre Lamfalussy zurück.

## Ablauf
Das Lamfalussy-Verfahren ist ein mehrstufiges Verfahren, bei dem auf der ersten Ebene eine Rahmenrichtlinie vom Europäischen Parlament und vom Europäischen Rat erlassen wird, auf zweiter Ebene von der Europäischen Kommission Durchführungsbestimmungen (in Form von Richtlinien oder Verordnungen) erlassen werden, auf der dritten Ebene eine einheitliche Aufsichtspraxis durch Vertreter des Ausschusses der Europäischen Aufsichtsbehörden für das Wertpapierwesen  (Committee of European Securities Regulators CESR) gewährleistet und auf der vierten Ebene die einheitliche Umsetzung und Einhaltung der Rechtsvorschriften durch die Europäische Kommission überwacht wird.

## Entwicklung
Ziel ist es, den komplexen und langwierigen regulären EU-Gesetzgebungsprozess im Rahmen eines Vier-Stufen-Plans zu vereinfachen und zu beschleunigen. Im Dezember 2002 beschloss der Rat, das Lamfalussy-Verfahren auf den gesamten EU-Finanzsektor auszudehnen. Nach diesem Verfahren sollen die EU-Organe Rat und Parlament in dem ihnen übertragenen Bereich im Wege des Mitentscheidungsverfahrens nur noch Grundsatzverordnungen und Rahmenrichtlinien verabschieden. Die technischen Details werden dagegen von Regelungsausschüssen ausgearbeitet, die von der EU-Kommission vorgeschlagen und von Vertretern der Mitgliedstaaten in einem Komitologie-Ausschuss beschlossen werden. Die darunter angesiedelten technischen Regelungsausschüsse setzen sich aus Vertretern der nationalen Finanzaufsichtsbehörden zusammen. In einem dritten Schritt werden von den nationalen Aufsichtsbehörden gemeinsame Standards und Richtlinien für die einheitliche materielle Umsetzung erarbeitet, die schließlich von der Kommission hinsichtlich ihrer Umsetzung auf der Grundlage von umfassenden Berichten, zu denen die Mitgliedstaaten verpflichtet sind, überprüft werden.
Bis Anfang 2004 galt das Lamfalussy-Verfahren als neues Rechtsetzungsverfahren mit dem Ziel der Beschleunigung nur im Bereich der Wertpapiere. 2005 wurde es auf den Banken- und Versicherungssektor ausgedehnt. Durch den Vertrag von Lissabon wurde die delegierte Rechtsetzung zum 1. Dezember 2009 in Art. 290 und Art. 291 AEUV primärrechtlich geregelt. Obwohl sich dadurch insbesondere auf Stufe 2 Änderungen für das Lamfalussy-Verfahren ergaben, blieb das Grundkonzept der Rechtsetzung auf vier Ebenen bestehen. Zum Teil ist seitdem die Bezeichnung Lamfalussy-II-Verfahren gebräuchlich, zum Teil wurde der Begriff aufgegeben.
Das Lamfalussy-Verfahren ist nicht unumstritten, vor allem die Frage der demokratischen Kontrolle sowie der demokratischen Legitimation der so genannten Level-3-Ausschüsse (Vertreter der nationalen Finanzaufsichtsbehörden). Inwieweit das reformierte Marktmissbrauchsrecht, dessen Normen auf europäischer Ebene im Wege des Lamfalussy-Verfahrens erlassen werden, dem verfassungsrechtlichen Erfordernis der Rechtssicherheit als Teil des Rechtsstaatsprinzips genügt, ist Gegenstand der wissenschaftlichen Diskussion.

## Beispiel
Die Finanzmarktrichtlinie war die fünfte Richtlinie, die auf der Grundlage des Lamfalussy-Verfahrens implementiert wurde.